# Dermatozoonose
Dermatozoonose é qualquer infecção cutânea provocada por um inseto ou outro tipo de animal.
Exemplo: Tungíase ou Tunga (bicho-de-pé), provocado por infecção do pulgão Tungas penetrans.